# Festival du cinéma néerlandais d'Utrecht
Le Festival du cinéma néerlandais, ou Nederlands Film Festival, est un festival de cinéma qui se tient chaque année à Utrecht, aux Pays-Bas, durant les mois de septembre et d'octobre. Le festival a été créé en 1981 par Jos Stelling sous le nom de Nederlandse Filmdagen (« Journées du film néerlandais ») avec, comme premier objectif, celui de réunir des cinéastes néerlandais. Le prix décerné au cours de la manifestation s'appelle le Gouden Kalf (le « Veau d'or »).

## Déroulement
Pendant les dix jours du festival sont présentés les films néerlandais produits pendant l'année. Certains films sont montrés en première. Les films projetés, longs et courts métrages, relèvent de tous les genres : du documentaire jusqu'au téléfilm. Le dernier soir est remis le Gouden Kalf – le « Veau d'or » –, prix couronnant, notamment, le meilleur film, le meilleur réalisateur, les meilleurs acteurs, etc.
Chaque année, des rétrospectives ont également lieu. Depuis 1994, le festival reçoit un hôte d'honneur, et des conférences et des séminaires sont organisés.
Au fil des ans, le festival a séduit le grand public. La 25e édition, en 2005, a attiré 107 000 spectateurs.
Le festival est présidé par Doreen Boonekamp.

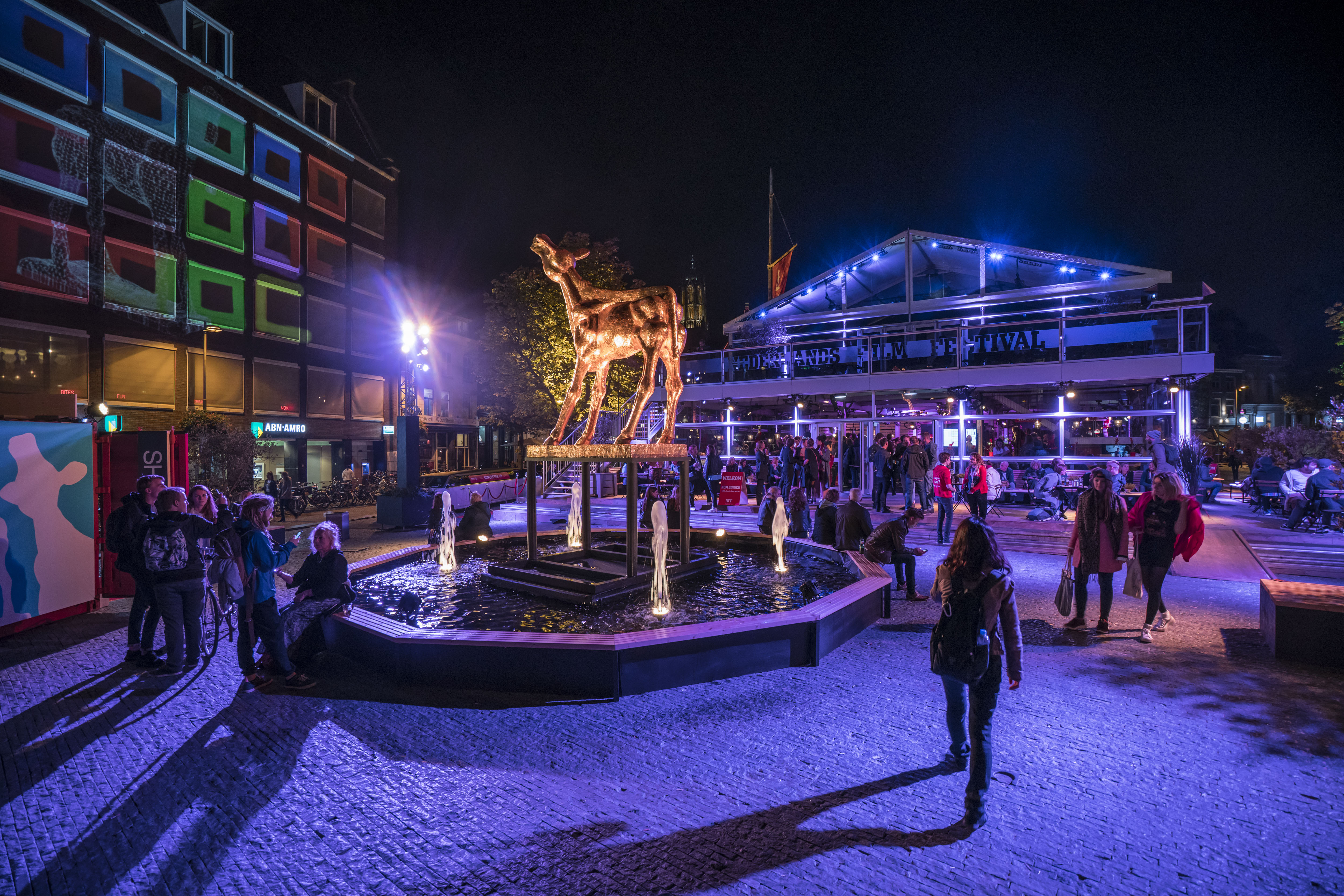

## Liste des « hôtes de l'année »
- 1994 : Rutger Hauer
- 1995 : Nouchka van Brakel
- 1996 : Jan de Hartog
- 1997 : Monique van de Ven
- 1998 : First Floor Features
- 1999 : -
- 2000 : Heddy Honigmann
- 2001 : Renée Soutendijk
- 2002 : Pieter Verhoeff
- 2003 : Jan Decleir
- 2004 : Jean van de Velde
- 2005 : Jos Stelling
- 2006 : Johanna ter Steege
- 2007 : Burny Bos
- 2008 : Monic Hendrickx
- 2009 : Jack Wouterse[2]
- 2010 : Anneke Blok
- 2011 : Frans van Gestel
- 2012 : Jeroen Willems
- 2013 : Paula van der Oest
- 2014 : Fons Merkies
- 2015 : Hoyte van Hoytema, Jany Temime, Jan Roelfs
- 2016 : Willem De Beukelaer, Isaka Sawadogo
- 2017 : Tom Holkenborg